# Sifting
"Sifting" – utwór amerykańskiego zespołu grungowego Nirvana.
Pochodzi z debiutanckiego albumu tego zespołu, Bleach. Sifting został napisany przez Kurta Cobaina (nazywał siebie wtedy Kurdt Kobain). Jest to najdłuższy utwór z płyty Bleach.